# Pólo Norte (banda)
Pólo Norte é uma banda musical portuguesa de estilo pop rock que surgiu em 1992, sucedendo à banda Honoris Causae. Miguel Gameiro, António Villas-Boas, Rodrigo Ulrich, Francisco Aragão e  Tiago Oliveira foram os fundadores da banda. Miguel Gameiro é o vocalista e  o autor da maioria das canções produzidas pelo grupo.

## Elementos do grupo
O grupo é constituído (2007) pelos seguintes elementos:  Miguel Gameiro (voz), Tó Almeida (guitarra), Marco Vieira (baixo) e Luís Varatojo (bateria).
Em 2020, a banda prepara uma celebração dos 25 anos de carreira com uma tour onde se poderão ouvir os maiores sucessos. Elementos: Miguel Gameiro (voz), Tiago Oliveira (guitarra Clássica), Pedro Zagalo (teclados), Tó Almeida (guitarra Elétrica), Rui Fadigas (baixo), Rui Carvalho (bateria).

## História
A banda foi fundada em 1992 na zona de Belas, concelho de Sintra, por Miguel Gameiro, António Villas-Boas, Rodrigo Ulrich, Francisco Aragão, Tó Rodrigues e Tiago Oliveira.
Em 1994, a banda publicou o seu primeiro disco intitulado Expedição, da qual fazem parte os primeiros sucessos da banda como: "Lisboa" e "Grito". Em 1997, a banda publicou o álbum disco chamado Aprender a Ser Feliz, um dos seus títulos mais emblemáticos, despertando uma imensidão de fãs pelo país. Em 1999, lançou o terceiro álbum de originais, Longe, culminado como uma das melhores fases da banda, em que já se despertava o interesse do público e das editoras. Em 2000, publicaram um disco ao vivo com todos os sucessos da banda até esse ano, num concerto ao vivo na Aula Magna, em Lisboa. Em 2002, o grupo lançou o álbum Jogo da Vida, sendo "Pura Inocência" a canção de maior destaque, tendo sido incluída na banda sonora de uma novela da TVI, Saber Amar.
Em 2005, publicou o álbum Deixa o Mundo Girar, considerado por muitos críticos como o melhor da banda e com uma carga mais rock que os anteriores. Deste álbum foram extraídos três singles: "Deixa o Mundo Girar", "A Dança" e "Pele", todos com grande sucesso, tendo feito parte de bandas sonoras de várias telenovelas. Em 11 de junho de 2007, foi reeditado o álbum Deixa o Mundo Girar, publicado em dois CD, sendo que o primeiro inclui as dez faixas do original de 2005 e o segundo as cinco canções que o grupo interpretou ao vivo no dia 13 de abril de 2007 no auditório da RFM, num mini-concerto. Em abril de 2008, foi publicado o álbum 15 Anos, uma coletânea dos seus maiores êxitos e dois originais. Em 2015, foi editado o álbum Miguel Gameiro & Pólo Norte - 20 Anos. Em 29 de outubro de 2021, fizeram em Sintra um concerto para assinalar os 25 anos de carreira.

## Discografia

### Álbuns de estúdio
- Expedição (1994)
- Aprender a Ser Feliz (1997)
- Longe (1999)
- Jogo da Vida (2002)
- Deixa o Mundo Girar (2005)

### Ao vivo
- Pólo Norte ao Vivo (2000)

### Compilações
- 15 Anos (2008)
- Miguel Gameiro & Pólo Norte (2014)